# Craterul Ragozinka
Ragozinka este un crater de impact meteoritic în Munții Ural din Rusia.

## Date generale
Are 9 km în diametru și are vârsta estimată la 46 ± 3 milioane ani (Eocen). Craterul nu este expus la suprafață.